# Tunísia nos Jogos Olímpicos de Verão de 2020
A Tunísia participa nos Jogos Olímpicos de Verão de 2020 em Tóquio. Originalmente programados para ocorrerem de 24 de julho a 9 de agosto de 2020, os Jogos foram adiados para 23 de julho a 8 de agosto de 2021, por causa da pandemia COVID-19. Desde a estreia oficial da nação em 1960, atletas tunisianos compareceram a todas as edições dos Jogos Olímpicos de Verão, exceto em Moscou 1980, devido ao apoio parcial da nação ao boicote liderado pelos Estados Unidos. 

## Competidores
Abaixo está a lista do número de competidores nos Jogos.
| Esporte        | Masculino | Feminino | Total |
| -------------- | --------- | -------- | ----- |
| Atletismo      | 2         | 1        | 3     |
| Boxe           | 0         | 2        | 2     |
| Canoagem       | 2         | 2        | 4     |
| Esgrima        | 2         | 6        | 8     |
| Halterofilismo | 3         | 2        | 5     |
| Judô           | 0         | 3        | 3     |
| Lutas          | 6         | 4        | 10    |
| Remo           | 0         | 2        | 2     |
| Natação        | 2         | 0        | 2     |
| Taekwondo      | 1         | 0        | 1     |
| Tênis          | 0         | 1        | 1     |
| Tênis de mesa  | 1         | 1        | 2     |
| Tiro           | 1         | 1        | 2     |
| Tiro com arco  | 1         | 1        | 2     |
| Vela           | 1         | 3        | 4     |
| Voleibol       | 12        | 0        | 12    |
| Total          | 34        | 29       | 63    |

## Atletismo
Os seguintes atletas tunisianos conquistaram marcas de qualificação, pela marca direta ou pelo ranking mundial, nos seguintes eventos de pista e campo (até o máximo de três atletas em cada evento):
- Nota– As posições para os eventos de pista são em relação à bateria do atleta
- Q = Qualificado para a próxima fase
- q = Qualificado para a próxima fase como o perdedor mais rápido ou, em eventos de campo, pela posição sem atingir o alvo para qualificação
- NR = Recorde nacional
- N/A = Fase não aplicável para o evento
- Bye = Atleta não precisou disputar aquela fase

Eventos de pista e estrada
| Atleta               | Evento                         | Eliminatória | Eliminatória | Semifinal | Semifinal | Final     | Final   |
| Atleta               | Evento                         | Resultado    | Posição      | Resultado | Posição   | Resultado | Posição |
| -------------------- | ------------------------------ | ------------ | ------------ | --------- | --------- | --------- | ------- |
| Mohamed Amine Touati | 400 m com barreiras masculino  |              |              |           |           |           |         |
| Abdessalem Ayouni    | 800 m masculino                |              |              |           |           |           |         |
| Marwa Bouzayani      | 3000 m com obstáculos feminino |              |              | —         |           |           |         |

## Boxe
A Tunísia inscreveu duas boxeadoras para o torneio olímpico pela primeira vez na história. Khouloud Hlimi (peso pena) e Mariem Homrani (peso leve) garantiram suas vagas após chegarem à final de suas respectivas categorias de peso no Torneio Africano de Qualificação Olímpica de 2020 em Diamniadio, Senegal.
Feminino
| Atleta         | Evento | Fase de 32           | Oitavas-de-final     | Quartas-de-final     | Semifinais           | Final                | Final   |
| Atleta         | Evento | Adversário Resultado | Adversário Resultado | Adversário Resultado | Adversário Resultado | Adversário Resultado | Posição |
| -------------- | ------ | -------------------- | -------------------- | -------------------- | -------------------- | -------------------- | ------- |
| Khouloud Hlimi | -57 kg |                      |                      |                      |                      |                      |         |
| Mariem Homrani | -60 kg |                      |                      |                      |                      |                      |         |

## Canoagem

### Velocidade
Canoístas tunisianos qualificaram três barcos para as seguintes distâncias nas Olimpíadas através dos Jogos Pan-Africanos de 2019 em Rabat, Marrocos.
| Atleta                        | Evento               | Eliminatórias | Eliminatórias | Quartas-de-final | Quartas-de-final | Semifinais | Semifinais | Final | Final   |
| Atleta                        | Evento               | Tempo         | Posição       | Tempo            | Posição          | Tempo      | Posição    | Tempo | Posição |
| ----------------------------- | -------------------- | ------------- | ------------- | ---------------- | ---------------- | ---------- | ---------- | ----- | ------- |
| Ghailene Khattali             | C-1 1000 m masculino |               |               |                  |                  |            |            |       |         |
| Mohamed Ali Mrabet            | K-1 1000 m masculino |               |               |                  |                  |            |            |       |         |
| Khaoula Sassi                 | K-1 200 m feminino   |               |               |                  |                  |            |            |       |         |
| Afef Ben Ismail Khaoula Sassi | Women's K-2 500 m    |               |               |                  |                  |            |            |       |         |

Legenda de Qualificação: FA = Qualificado à Final A (medalha); FB = Qualificado à final B (sem medalha)

## Esgrima
Esgrimistas tunisianos qualificaram uma equipe completa no sabre feminino, como a melhor nação da África fora das quatro melhores equipes do Ranking Olímpico da FEI. Os experientes atletas olímpicos Mohamed Samandi (florete masculino), Farès Ferjani (sabre masculino), Sarra Besbes (espada feminino) e a medalhista de bronze da Rio 2016 Inès Boubakri garantiram vagas adicionais nos Jogos como os esgrimistas de melhor ranking individual da África em seus respectivos eventos individuais, pelo Ranking Oficial da FIE.
Masculino
| Atleta          | Evento             | Fase de 64           | Fase de 32           | Oitavas de final     | Quartas de final     | Semifinais           | Final                | Final |
| Atleta          | Evento             | Adversário resultado | Adversário resultado | Adversário resultado | Adversário resultado | Adversário resultado | Adversário resultado | Pos.  |
| --------------- | ------------------ | -------------------- | -------------------- | -------------------- | -------------------- | -------------------- | -------------------- | ----- |
| Mohamed Samandi | Florete individual |                      |                      |                      |                      |                      |                      |       |
| Farès Ferjani   | Sabre individual   |                      |                      |                      |                      |                      |                      |       |

Feminino
| Atleta                                              | Evento             | Fase de 64           | Fase de 32           | Oitavas de final     | Quartas de final     | Semifinais           | Final                | Final |
| Atleta                                              | Evento             | Adversário resultado | Adversário resultado | Adversário resultado | Adversário resultado | Adversário resultado | Adversário resultado | Pos.  |
| --------------------------------------------------- | ------------------ | -------------------- | -------------------- | -------------------- | -------------------- | -------------------- | -------------------- | ----- |
| Sarra Besbes                                        | Espada individual  |                      |                      |                      |                      |                      |                      |       |
| Inès Boubakri                                       | Florete individual |                      |                      |                      |                      |                      |                      |       |
| Nadia Ben Azizi                                     | Sabre individual   |                      |                      |                      |                      |                      |                      |       |
| Amira Ben Chaabane                                  | Sabre individual   |                      |                      |                      |                      |                      |                      |       |
| Yasmine Daghfous                                    | Sabre individual   |                      |                      |                      |                      |                      |                      |       |
| Nadia Ben Azizi Amira Ben Chaabane Yasmine Daghfous | Sabre por equipes  | —                    | —                    | —                    |                      |                      |                      |       |

## Halterofilismo
Halterofilistas tunisianos qualificaram para cinco vagas nos Jogos, baseado no Ranking de Qualificação Olímpica de 11 de junho de 2021.
Masculino
| Atleta         | Evento  | Arranque  | Arranque | Arremesso | Arremesso | Total | Posição |
| Atleta         | Evento  | Resultado | Posição  | Resultado | Posição   | Total | Posição |
| -------------- | ------- | --------- | -------- | --------- | --------- | ----- | ------- |
| Karem Ben Hnia | -73 kg  |           |          |           |           |       |         |
| Ramzi Bahloul  | -81 kg  |           |          |           |           |       |         |
| Aymen Bacha    | -109 kg |           |          |           |           |       |         |

Feminino
| Atleta          | Evento | Arranque  | Arranque | Arremesso | Arremesso | Total | Posição |
| Atleta          | Evento | Resultado | Posição  | Resultado | Posição   | Total | Posição |
| --------------- | ------ | --------- | -------- | --------- | --------- | ----- | ------- |
| Nouha Landoulsi | -55 kg |           |          |           |           |       |         |
| Chaima Rahmouni | -64 kg |           |          |           |           |       |         |

## Judô
A Tunísia inscreveu três judocas para o torneio olímpico baseado no Ranking Olímpico Individual da International Judo Federation.
Feminino
| Ghofran Khelifi     | -57 kg |  |  |  |  |  |  |  |
| Nihel Landolsi      | -70 kg |  |  |  |  |  |  |  |
| Nihel Cheikh Rouhou | +78 kg |  |  |  |  |  |  |  |

## Lutas
A Tunísia qualificou dez lutadores para as seguintes categorias da competição olímpica, todos os quais avançaram à final do Torneio de Qualificação da África e da Oceania de 2021, em Hammamet, conquistando vagas nas modalidades livre masculino (65 e 97 kg), greco-romana masculino (67, 77, 97, e 130 kg) e livre feminino (50, 57, 62, and 76 kg).
Chave:
- VT (pontos de classificação: 5–0 ou 0–5) – Vitória por queda
- VB (pontos de classificação: 5–0 ou 0–5) – Vitória por lesão (VF por WO, VA por desistência ou desqualificação)
- PP (pontos de classificação: 3–1 ou 1–3) – Decisão por pontos – o perdedor com pontos técnicos.
- PO (pontos de classificação: 3–0 ou 0–3) – Decisão por pontos – o perdedor sem pontos técnicos.
- ST (pontos de classificação: 4–0 ou 0–4) – Grande superioridade – o perdedor sem pontos técnicos e uma margem de vitória de pelo menos 8 (Greco-Romana) ou 10 pontos (livre).
- SP (pontos de classificação: 4–1 ou 1–4) – Superioridade técnica – o perdedor com pontos técnicos e uma margem de vitória de pelo menos 8 (Greco-Romana) ou 10 pontos (livre).

Luta livre masculino
| Atleta            | Evento | Oitavas de final     | Quartas de final     | Semifinal            | Repescagem           | Final / BM           | Final / BM |
| Atleta            | Evento | Adversário Resultado | Adversário Resultado | Adversário Resultado | Adversário Resultado | Adversário Resultado | Posição    |
| ----------------- | ------ | -------------------- | -------------------- | -------------------- | -------------------- | -------------------- | ---------- |
| Haithem Dakhlaoui | −65 kg |                      |                      |                      |                      |                      |            |
| Mohamed Saadaoui  | −97 kg |                      |                      |                      |                      |                      |            |

Greco-romana masculino
| Atleta          | Evento  | Oitavas de final     | Quartas de final     | Semifinal            | Repescagem           | Final / BM           | Final / BM |
| Atleta          | Evento  | Adversário Resultado | Adversário Resultado | Adversário Resultado | Adversário Resultado | Adversário Resultado | Posição    |
| --------------- | ------- | -------------------- | -------------------- | -------------------- | -------------------- | -------------------- | ---------- |
| Souleymen Nasr  | −67 kg  |                      |                      |                      |                      |                      |            |
| Lamjed Maafi    | −77 kg  |                      |                      |                      |                      |                      |            |
| Haykel Achouri  | −97 kg  |                      |                      |                      |                      |                      |            |
| Amine Guennichi | −130 kg |                      |                      |                      |                      |                      |            |

Livre feminino
| Atleta         | Evento | Oitavas de final     | Quartas de final     | Semifinal            | Repescagem           | Final / BM           | Final / BM |
| Atleta         | Evento | Adversário Resultado | Adversário Resultado | Adversário Resultado | Adversário Resultado | Adversário Resultado | Posição    |
| -------------- | ------ | -------------------- | -------------------- | -------------------- | -------------------- | -------------------- | ---------- |
| Sarra Hamdi    | −50 kg |                      |                      |                      |                      |                      |            |
| Siwar Bousetta | −57 kg |                      |                      |                      |                      |                      |            |
| Marwa Amri     | −62 kg |                      |                      |                      |                      |                      |            |
| Zaineb Sghaier | −76 kg |                      |                      |                      |                      |                      |            |

## Natação
Nadadores tunisianos conquistaram marcas de qualificação para os seguintes eventos (até o máximo de 2 nadadores em cada evento com o Tempo de Qualificação Olímpica (OQT) e potencialmente 1 com o Tempo de Seleção Olímpica (OST)):
| Ahmed Hafnaoui   | 400 m livre masculino |   |   |  |  |
| Ahmed Hafnaoui   | 800 m livre masculino |   |   |  |  |
| Oussama Mellouli | 10 km masculino       | — | — |  |  |

## Remo
A Tunísia qualificou um barco no skiff duplo leve feminino após vencer a medalha de ouro na Regata Africana de Qualificação Olímpica de 2019 em Túnis, Tunísia.
| Atleta                              | Evento                    | Eliminatórias | Eliminatórias | Repescagem | Repescagem | Semifinais | Semifinais | Final | Final   |
| Atleta                              | Evento                    | Tempo         | Posição       | Tempo      | Posição    | Tempo      | Posição    | Tempo | Posição |
| ----------------------------------- | ------------------------- | ------------- | ------------- | ---------- | ---------- | ---------- | ---------- | ----- | ------- |
| Nour El-Houda Ettaieb Khadija Krimi | Skiff duplo leve feminino |               |               |            |            |            |            |       |         |

Legenda de Qualificação: FA=Final A (medalha); FB=Final B; FC=Final C; FD=Final D; FE=Final E ; FF=Final F; SA/B=Semifinais A/B; SC/D=Semifinais C/D; SE/F=Semifinais E/F; QF=Quartas-de-final; R=Respecagem

## Taekwondo
A Tunísia inscreveu um atleta para a competição olímpica do taekwondo. Mohamed Khalil Jendoubi garantiu uma vaga na categoria 58 kg masculino após terminar entre os dois melhores do Torneio Africano de Qualificação Olímpica de 2020 em  Rabat, Marrocos.
| Atleta                  | Evento           | Oitavas-de-final     | Quartas-de-final     | Semifinais           | Repescagem           | Final / BM           | Final / BM |
| Atleta                  | Evento           | Adversário Resultado | Adversário Resultado | Adversário Resultado | Adversário Resultado | Adversário Resultado | Posição    |
| ----------------------- | ---------------- | -------------------- | -------------------- | -------------------- | -------------------- | -------------------- | ---------- |
| Mohamed Khalil Jendoubi | -58 kg masculino |                      |                      |                      |                      |                      |            |

## Tênis
A Tunísia inscreveu uma tenista para o torneio olímpico. 
Feminino
| Atleta     | Evento  | Primeira rodada      | Segunda rodada       | Oitavas-de-final     | Quartas-de-final     | Semifinais           | Final / BM           | Final / BM |
| Atleta     | Evento  | Adversário Resultado | Adversário Resultado | Adversário Resultado | Adversário Resultado | Adversário Resultado | Adversário Resultado | Posição    |
| ---------- | ------- | -------------------- | -------------------- | -------------------- | -------------------- | -------------------- | -------------------- | ---------- |
| Ons Jabeur | Simples |                      |                      |                      |                      |                      |                      |            |

## Tênis de mesa
A Tunísia inscreveu dois atletas para a competição olímpica de tênis de mesa. Os medalhistas de bronze das Olimpíadas da Juventude 2010 Adem Hmam e Fadwa Garci conquistaram vitórias nas semifinais para ocupar uma das quatro vagas disponíveis para os torneios masculino e feminino, respectivamente, no Torneio Africano de Qualificação Olímpica, em Túnis.
| Atleta      | Evento            | Preliminar           | Rodada 1             | Rodada 2             | Rodada 3             | Oitavas              | Quartas              | Semifinal            | Final                | Final |
| Atleta      | Evento            | Adversário resultado | Adversário resultado | Adversário resultado | Adversário resultado | Adversário resultado | Adversário resultado | Adversário resultado | Adversário resultado | Pos.  |
| ----------- | ----------------- | -------------------- | -------------------- | -------------------- | -------------------- | -------------------- | -------------------- | -------------------- | -------------------- | ----- |
| Adem Hmam   | Simples masculino |                      |                      |                      |                      |                      |                      |                      |                      |       |
| Fadwa Garci | Simples feminino  |                      |                      |                      |                      |                      |                      |                      |                      |       |

## Tiro
Atiradores tunisianos conquistaram vaga para o seguinte evento em virtude de sua melhor posição no Campeonato Mundial da ISSF de 2018, na Copa do Mundo da ISSF de 2019 e no Campeonato Africano, contanto que tivessem obtido a marca de qualificação mínima (MQS) até 31 de maio de 2020.
| Atleta        | Evento                       | Qualificação | Qualificação | Final  | Final   |
| Atleta        | Evento                       | Pontos       | Posição      | Pontos | Posição |
| ------------- | ---------------------------- | ------------ | ------------ | ------ | ------- |
| Ala Alothmani | Pistola de ar 10 m masculino |              |              |        |         |
| Olfa Charni   | Pistola de ar 10 m feminino  |              |              |        |         |
| Olfa Charni   | Pistola 25 m feminino        |              |              |        |         |

## Tiro com arco
Dois arqueiros tunisianos qualificaram para os eventos do recurvo individual masculino e feminino nas Olimpíadas, respectivamente, após terminarem entre os dois melhores, entre os atletas elegíveis, nos Jogos Pan-Africanos de 2019  em Rabat, Marrocos.
| Atleta                       | Evento               | Fase de Ranking | Fase de Ranking | Fase de 64           | Fase de 32           | Oitavas              | Quartas              | Semifinais           | Final                | Final |
| Atleta                       | Evento               | Placar          | Pos.            | Adversário Resultado | Adversário Resultado | Adversário Resultado | Adversário Resultado | Adversário Resultado | Adversário Resultado | Pos.  |
| ---------------------------- | -------------------- | --------------- | --------------- | -------------------- | -------------------- | -------------------- | -------------------- | -------------------- | -------------------- | ----- |
| Mohamed Hammed               | Individual masculino |                 |                 |                      |                      |                      |                      |                      |                      |       |
| Rihab Elwalid                | Individual feminino  |                 |                 |                      |                      |                      |                      |                      |                      |       |
| Mohamed Hammed Rihab Elwalid | Equipe mista         |                 |                 | —                    | —                    |                      |                      |                      |                      |       |

## Voleibol

### Quadra

#### Torneio masculino
A Seleção Tunisiana de Voleibol Masculino qualificou para as Olimpíadas após vencer a fase de grupos e garantir uma vaga direta entregue no Torneio Africano de Qualificação Olímpica de 2020 no Cairo, Egito, marcando o retorno da nação ao esporte após uma ausência de oito anos.
| Camisa | Nome                          | Posição    | Idade | Altura | Clube           |
| ------ | ----------------------------- | ---------- | ----- | ------ | --------------- |
| 2      | Ahmed Kadhi                   | Central    | 32    | 1,98 m |                 |
| 3      | Khaled Ben Slimene            | Levantador | 26    | 1,93 m |                 |
| 6      | Mohamed Ali Ben Othmen Miladi | Ponteiro   | 30    | 1,88 m |                 |
| 7      | Elyes Karamosli               | Ponteiro   | 31    | 1,98 m |                 |
| 9      | Omar Agrebi                   | Central    | 28    | 2,05 m |                 |
| 10     | Hamza Nagga                   | Oposto     | 31    | 1,96 m |                 |
| 11     | Ismaïl Moalla                 | Ponteiro   | 31    | 1,95 m |                 |
| 12     | Mehdi Ben Cheikh              | Levantador | 42    | 1,83 m |                 |
| 13     | Selim Mbareki                 | Central    | 25    | 1,98 m |                 |
| 15     | Wassim Ben Tara               | Oposto     | 24    | 2,04 m |                 |
| 19     | Aymen Bouguerra               | Ponteiro   | 19    | 1,88 m | Narbonne Volley |
| 20     | Saddem Hmissi                 | Líbero     | 30    | 1,86 m | E.S. Tunis      |
|        | Antonio Giacobbe              | Treinador  | 74    |        |                 |

Fase de Grupos
|     |                |     | Jogos | Jogos | Jogos | Resultados | Resultados | Resultados | Resultados | Resultados | Resultados | Sets | Sets | Sets  | Pontos | Pontos | Pontos |
| Pos | Equipe         | Pts | T     | V     | D     | 3–0        | 3–1        | 3–2        | 2–3        | 1–3        | 0–3        | V    | P    | R     | V      | P      | R      |
| --- | -------------- | --- | ----- | ----- | ----- | ---------- | ---------- | ---------- | ---------- | ---------- | ---------- | ---- | ---- | ----- | ------ | ------ | ------ |
| 1   | ROC            | 12  | 5     | 4     | 1     | 2          | 2          | 0          | 0          | 1          | 0          | 13   | 5    | 2.600 | 427    | 397    | 1.076  |
| 2   | Brasil         | 10  | 5     | 4     | 1     | 1          | 1          | 2          | 0          | 0          | 1          | 12   | 8    | 1.500 | 476    | 450    | 1.058  |
| 3   | Argentina      | 8   | 5     | 3     | 2     | 1          | 0          | 2          | 1          | 1          | 0          | 12   | 10   | 1.200 | 476    | 464    | 1.026  |
| 4   | França         | 8   | 5     | 2     | 3     | 1          | 1          | 0          | 2          | 0          | 1          | 10   | 10   | 1,000 | 449    | 442    | 1.016  |
| 5   | Estados Unidos | 6   | 5     | 2     | 3     | 1          | 1          | 0          | 0          | 2          | 1          | 8    | 10   | 0.800 | 432    | 412    | 1.049  |
| 6   | Tunísia        | 1   | 5     | 0     | 5     | 0          | 0          | 0          | 1          | 1          | 3          | 3    | 15   | 0.200 | 339    | 434    | 0.781  |

Fonte: Olympics.com e FIVB
| 24 de julho 12:00 Relatório: Resultados Estatísticas | Brasil | 3–0   | Tunísia | Ariake Arena, Tóquio Árbitro(s): UAE Hamid Al-Rousi FRA Fabrice Collados |
| 24 de julho 12:00 Relatório: Resultados Estatísticas | 25     | Set 1 | 22      | Ariake Arena, Tóquio Árbitro(s): UAE Hamid Al-Rousi FRA Fabrice Collados |
| 24 de julho 12:00 Relatório: Resultados Estatísticas | 25     | Set 2 | 20      | Ariake Arena, Tóquio Árbitro(s): UAE Hamid Al-Rousi FRA Fabrice Collados |
| 24 de julho 12:00 Relatório: Resultados Estatísticas | 25     | Set 3 | 15      | Ariake Arena, Tóquio Árbitro(s): UAE Hamid Al-Rousi FRA Fabrice Collados |
| 24 de julho 12:00 Relatório: Resultados Estatísticas | Set 4  |       |         | Ariake Arena, Tóquio Árbitro(s): UAE Hamid Al-Rousi FRA Fabrice Collados |
| 24 de julho 12:00 Relatório: Resultados Estatísticas | Set 5  |       |         | Ariake Arena, Tóquio Árbitro(s): UAE Hamid Al-Rousi FRA Fabrice Collados |

| 26 de julho 16:25 Relatório: Relatório Estatísticas | França | 3–0   | Tunísia | Ariake Arena, Tóquio Árbitro(s): SRB Vladimir Simonović KOR Kang Joo-hee |
| 26 de julho 16:25 Relatório: Relatório Estatísticas | 25     | Set 1 | 21      | Ariake Arena, Tóquio Árbitro(s): SRB Vladimir Simonović KOR Kang Joo-hee |
| 26 de julho 16:25 Relatório: Relatório Estatísticas | 25     | Set 2 | 11      | Ariake Arena, Tóquio Árbitro(s): SRB Vladimir Simonović KOR Kang Joo-hee |
| 26 de julho 16:25 Relatório: Relatório Estatísticas | 25     | Set 3 | 21      | Ariake Arena, Tóquio Árbitro(s): SRB Vladimir Simonović KOR Kang Joo-hee |
| 26 de julho 16:25 Relatório: Relatório Estatísticas | Set 4  |       |         | Ariake Arena, Tóquio Árbitro(s): SRB Vladimir Simonović KOR Kang Joo-hee |
| 26 de julho 16:25 Relatório: Relatório Estatísticas | Set 5  |       |         | Ariake Arena, Tóquio Árbitro(s): SRB Vladimir Simonović KOR Kang Joo-hee |

| 28 de julho 11:05 Relatório: Relatório Estatísticas | Estados Unidos | 3–1   | Tunísia | Ariake Arena, Tóquio Árbitro(s): RUS Evgeny Makshanov JPN Sumie Myoi |
| 28 de julho 11:05 Relatório: Relatório Estatísticas | 25             | Set 1 | 14      | Ariake Arena, Tóquio Árbitro(s): RUS Evgeny Makshanov JPN Sumie Myoi |
| 28 de julho 11:05 Relatório: Relatório Estatísticas | 23             | Set 2 | 25      | Ariake Arena, Tóquio Árbitro(s): RUS Evgeny Makshanov JPN Sumie Myoi |
| 28 de julho 11:05 Relatório: Relatório Estatísticas | 25             | Set 3 | 14      | Ariake Arena, Tóquio Árbitro(s): RUS Evgeny Makshanov JPN Sumie Myoi |
| 28 de julho 11:05 Relatório: Relatório Estatísticas | 25             | Set 4 | 23      | Ariake Arena, Tóquio Árbitro(s): RUS Evgeny Makshanov JPN Sumie Myoi |
| 28 de julho 11:05 Relatório: Relatório Estatísticas | Set 5          |       |         | Ariake Arena, Tóquio Árbitro(s): RUS Evgeny Makshanov JPN Sumie Myoi |

| 30 de julho 16:30 Relatório: Relatório Estatísticas | Argentina | 3–2   | Tunísia | Ariake Arena, Tóquio Árbitro(s): SVK Juraj Mokrý POL Wojciech Maroszek |
| 30 de julho 16:30 Relatório: Relatório Estatísticas | 23        | Set 1 | 25      | Ariake Arena, Tóquio Árbitro(s): SVK Juraj Mokrý POL Wojciech Maroszek |
| 30 de julho 16:30 Relatório: Relatório Estatísticas | 23        | Set 2 | 25      | Ariake Arena, Tóquio Árbitro(s): SVK Juraj Mokrý POL Wojciech Maroszek |
| 30 de julho 16:30 Relatório: Relatório Estatísticas | 25        | Set 3 | 19      | Ariake Arena, Tóquio Árbitro(s): SVK Juraj Mokrý POL Wojciech Maroszek |
| 30 de julho 16:30 Relatório: Relatório Estatísticas | 25        | Set 4 | 18      | Ariake Arena, Tóquio Árbitro(s): SVK Juraj Mokrý POL Wojciech Maroszek |
| 30 de julho 16:30 Relatório: Relatório Estatísticas | 15        | Set 5 | 8       | Ariake Arena, Tóquio Árbitro(s): SVK Juraj Mokrý POL Wojciech Maroszek |

| 1 de agosto 14:25 Relatório: Relatório Estatísticas | ROC   | 3–0   | Tunísia | Ariake Arena, Tóquio Árbitro(s): MEX Luis Macias USA Patricia Rolf |
| 1 de agosto 14:25 Relatório: Relatório Estatísticas | 25    | Set 1 | 22      | Ariake Arena, Tóquio Árbitro(s): MEX Luis Macias USA Patricia Rolf |
| 1 de agosto 14:25 Relatório: Relatório Estatísticas | 25    | Set 2 | 20      | Ariake Arena, Tóquio Árbitro(s): MEX Luis Macias USA Patricia Rolf |
| 1 de agosto 14:25 Relatório: Relatório Estatísticas | 25    | Set 3 | 16      | Ariake Arena, Tóquio Árbitro(s): MEX Luis Macias USA Patricia Rolf |
| 1 de agosto 14:25 Relatório: Relatório Estatísticas | Set 4 |       |         | Ariake Arena, Tóquio Árbitro(s): MEX Luis Macias USA Patricia Rolf |
| 1 de agosto 14:25 Relatório: Relatório Estatísticas | Set 5 |       |         | Ariake Arena, Tóquio Árbitro(s): MEX Luis Macias USA Patricia Rolf |

## Vela
Velejadores tunisianos qualificaram um barco para as seguintes classes através da Regata Internacional de Lanzarote de 2021 e do Aberto de Mussanah de 2021. 
| Atleta                      | Evento   | Regata | Regata | Regata | Regata | Regata | Regata | Regata | Regata | Regata | Regata | Regata | Regata | Regata | Pontos | Posição |
| Atleta                      | Evento   | 1      | 2      | 3      | 4      | 5      | 6      | 7      | 8      | 9      | 10     | 11     | 12     | M*     | Pontos | Posição |
| --------------------------- | -------- | ------ | ------ | ------ | ------ | ------ | ------ | ------ | ------ | ------ | ------ | ------ | ------ | ------ | ------ | ------- |
| Eya Guezguez Sarra Guezguez | 49erFX   |        |        |        |        |        |        |        |        |        |        |        |        |        |        |         |
| Mehdi Gharbi Rania Rahali   | Nacra 17 |        |        |        |        |        |        |        |        |        |        |        |        |        |        |         |

M = Regata da medalha; EL = Eliminado – não avançou à regata da medalha